# Zamacra juglansiaria
Zamacra juglansiaria är en fjärilsart som beskrevs av Ludwig Carl Friedrich Graeser 1888. Zamacra juglansiaria ingår i släktet Zamacra och familjen mätare. Inga underarter finns listade i Catalogue of Life.